# Castle in the Ground
Castle in the Ground ist ein Filmdrama von Joey Klein, das im September 2019 im Rahmen des Toronto International Film Festivals seine Premiere feierte und ab 15. Mai 2020 in Nordamerika als Video-on-Demand angeboten wurde.

## Handlung
Nach dem frühen und plötzlichen Tod seiner Mutter freundet sich ein Jugendlicher mit seiner Nachbarin an und wird in eine Welt der Gewalt und Drogen hineingezogen, gerade als Opioide ihre kleine Stadt und ganz Kanada überschwemmen.

## Produktion
Regie führte Joey Klein, der auch das Drehbuch schrieb. 
Die Hauptrollen wurden mit Imogen Poots und Alex Wolff besetzt. In weiteren Rollen sind Neve Campbell, Tom Cullen und Keir Gilchrist zu sehen.
Der Film wurde am 5. September 2019 im Rahmen des Toronto International Film Festivals im Contemporary World Cinema Competition erstmals gezeigt. Im März 2020 war eine Vorstellung beim South by Southwest Film Festival geplant. Wenige Tage vor Beginn des Festivals wurde dieses aufgrund der Coronavirus-Pandemie auf einen unbekannten Zeitpunkt verschoben, somit auch die Vorstellung des Films. Am 15. Mai 2020 wurde der Film von Gravitas Ventures und Pacific Northwest Pictures in den USA und in Kanada als Video-on-Demand veröffentlicht.

## Rezeption

### Kritiken
Insgesamt stieß der Film bei den Kritikern auf geteiltes Echo.

### Auszeichnungen
Canadian Screen Awards 2021
- Nominierung als Bester Hauptdarsteller (Alex Wolff)[7]

Toronto International Film Festival 2019
- Nominierung als Bester kanadischer Spielfilm (Joey Klein)